# 蒂夫 (密蘇里州)
蒂夫（英語：Tiff）是位於美國密蘇里州華盛頓縣的非建制地區。

## 歷史
蒂夫的郵局自1875年營運至今。

## 地理
蒂夫所處的海拔為高於海平面201米（即659英呎），而該地所採用的時區為UTC-6，即北美中部時區（CST）。同時該地設有夏令時間，為UTC-6調快一小時，即UTC-5（CDT）。